# Александров, Алексей Олегович
Алексей Олегович Александров (род. 6 июля 1960 года, Ленинград, РСФСР, СССР) — российский политический и государственный деятель. Кандидат юридических наук, профессор Академии военных наук. Префект Западного административного округа Москвы с 26 ноября 2010 года.

## Биография
Алексей Олегович Александров родился 6 июля 1960 года в Ленинграде (ныне — Санкт-Петербург). Окончил Высшее военно-морское училище им. М. В. Фрунзе (сейчас — Санкт-Петербургский военно-морской институт). Начинал службу на Балтийском флоте — был штурманом, старшим помощником, командиром корабля, потом служил в Главном штабе ВМФ России и Генштабе ВС России в звании капитана 1-го ранга.
С 1998 года начал работать в Правительстве Москвы. Был первым заместителем начальника Управления по связям с органами законодательной и исполнительной власти Правительства Москвы, председателем Комитета межрегиональных связей и национальной политики столицы.
С октября 2008 года по 26 октября 2010 года — префект Центрального административного округа г. Москвы в ранге министра Правительства Москвы. С 26 ноября 2010 года — префект Западного административного округа.

## Награды
- Орден Дружбы (11 июля 2021) — за достигнутые трудовые заслуги и многолетнюю добросовестную работу;
- Почётная грамота Правительства Москвы — за многолетнюю плодотворную работу в органах исполнительной власти Москвы и в связи с 50-летием со дня рождения.